# Huberarchaeota
Huberarchaeota es un filo candidato de nanoarqueas del reino Nanobdellati recientemente propuesto. Son simbiontes obligados de las nanoarqueas del filo Altiarchaeota y parecen formar agregados celulares con su hospedador. 
Se han identificado en muestras metagenomicas extraídas de un sistema acuífero profundo en la meseta de Colorado (Utah, EE. UU). Los análisis genéticos han determinado que presentan genomas pequeños, capacidades metabólicas limitadas y dependen de su hospedador para la síntesis de lípidos. Huberarchaeota tiene el potencial de eliminar vitaminas, azúcares, nucleótidos y equivalentes redox reducidos de su hospedador y por lo tanto tienen un metabolismo dependiente similar al de Nanoarchaeum equitans.